# کندانسور (انتقال حرارت)

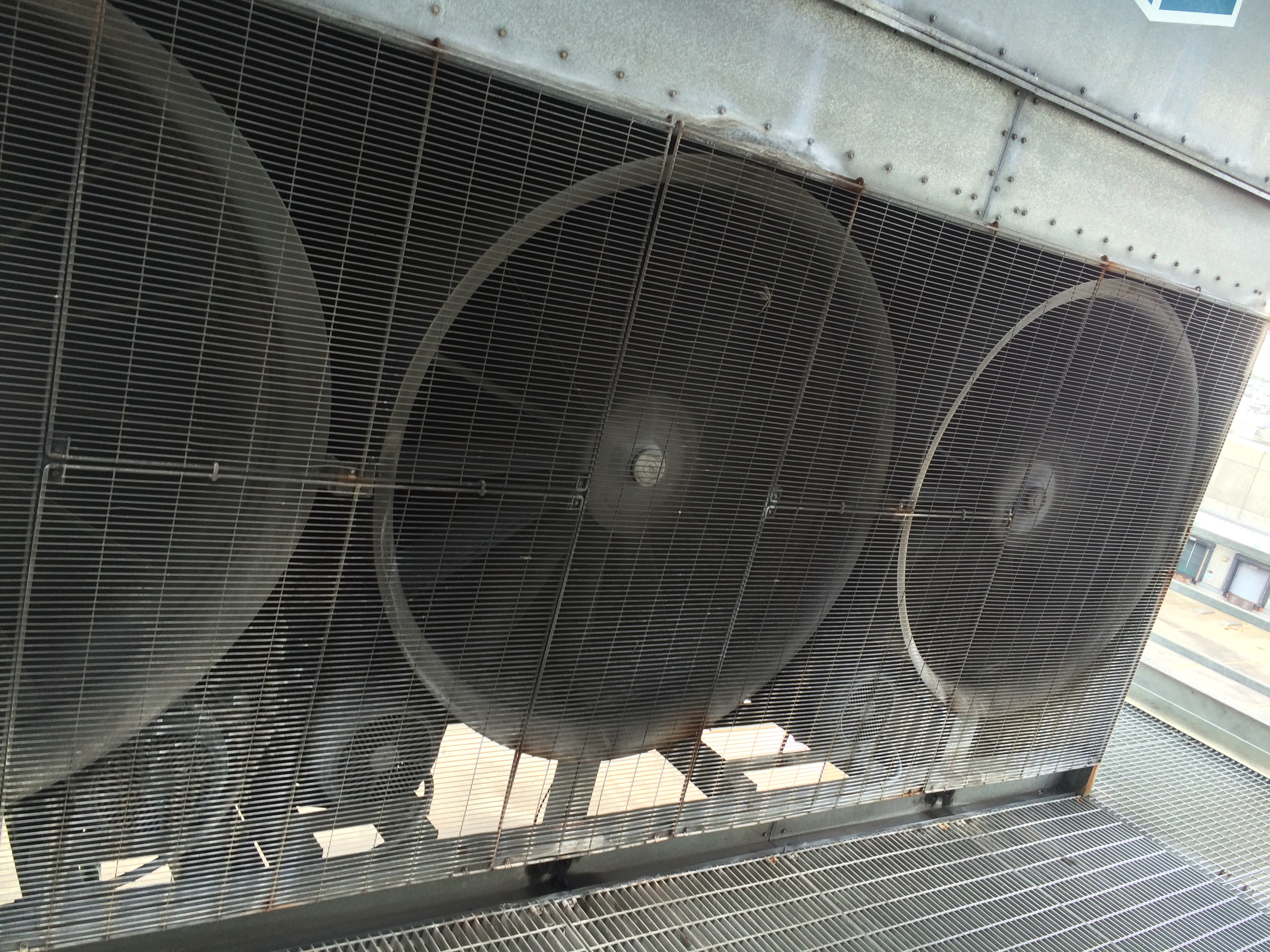
چگالنده‌های صنعتی سرمایشی

چگالنده یا کُندانسور یا رادیات (به فرانسوی: Condenseur) وسیله یا واحدی است که وظیفه خنک کردن سیال، و بیشتر تبدیل بخار به مایع را بر عهده دارد. از چگالنده در نیروگاه‌ها برای خنک‌کردن سیال در فرایند تولید برق استفاده می‌شود. همچنین در تأسیسات پالایشگاهی و تهویه مطبوع ساختمانی نیز از مبرد های صنعتی استفاده می‌شود. چگالنده‌ها انواع مختلفی دارند و در صنایع مختلف کاربردی هستند یکی از انواع پر کاربرد آن‌ها گونه هواخنک است در صنایع تبریدی (سرمایشی) استفاده می‌شود.

## گونه‌های چگالنده
چگالنده‌ها از نظر کارکرد و قرارگیری در دستگاه‌های مختلف، می‌توانند بسیار متفاوت باشند، اما برای آنان می‌توان سه دسته کلی در نظر گرفت:
۱-چگالنده‌های هوایی یا هواخنک : برای مثال در سیکل تبرید، این کندانسورها توسط هوا مبرد را از فاز گاز به مایع تبدیل می‌کنند. در واقع کندانسورهای هوایی در محیط بیرون قرار گرفته و از هوای محیط برای خنک‌سازی مبرد استفاده می‌کنند.
۲-چگالنده‌های آبی یا آب‌خنک : 
بر خلاف کندانسورهای هوایی، عملیات گرماگیری در این نوع توسط آب انجام می شود. ظرفیت گرماگیری آب نسبت به هوا بسیار بالاتر است در نتیجه دستگاه های با کندانسور آبی راندمان بالاتری از دستگاه های با کندانسور هوایی دارند.
۳-چگالنده‌های تبخیری :

در این کندانسورها هم از آب و هم از هوا برای چگالش استفاده می شود.

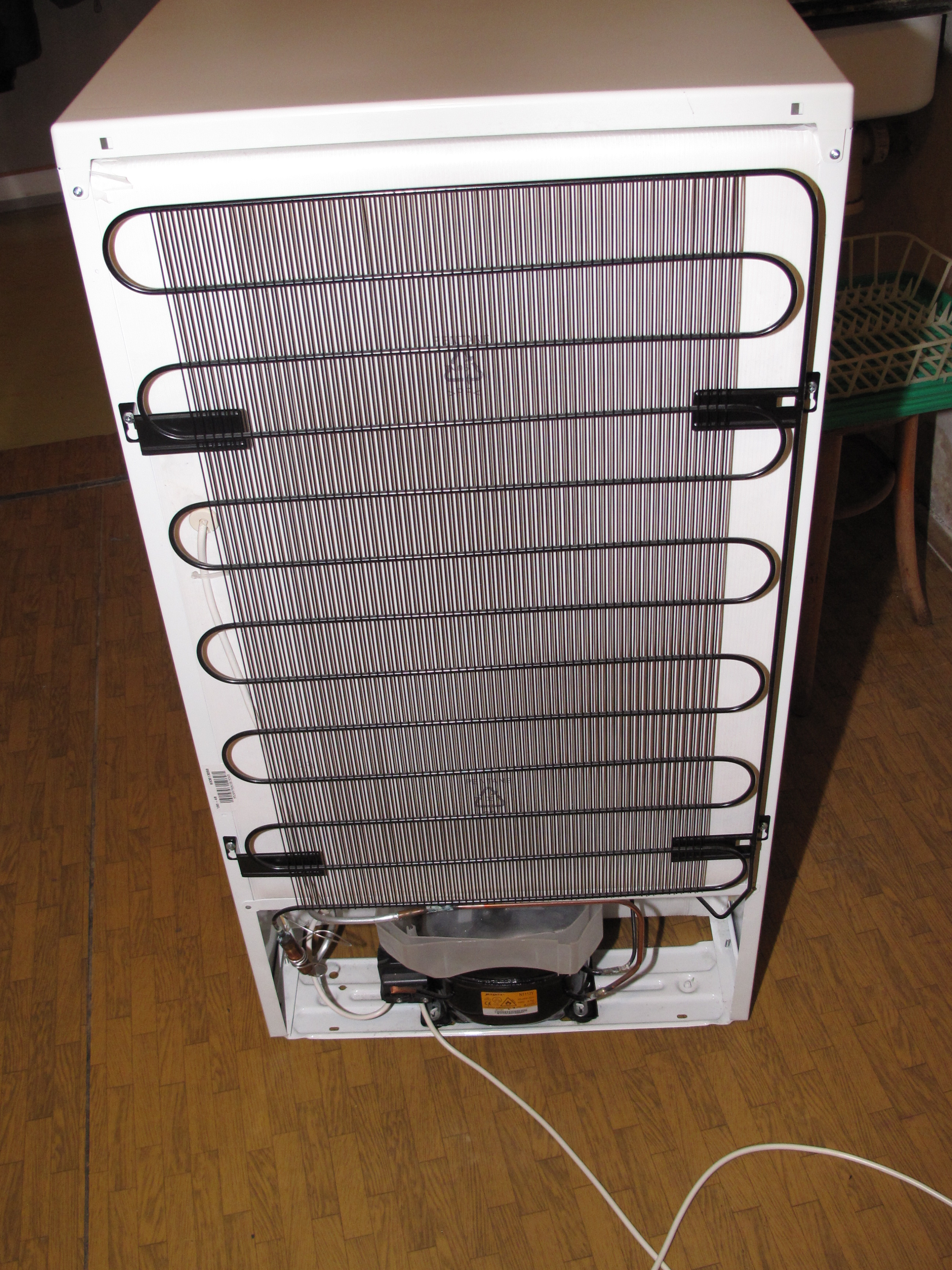
چگالنده یک یخچال